# بري وايت
بري وايت (بالإنجليزية: Bree White)‏ هي لاعبة كرة قدم أسترالية أسترالية، ولدت في 18 ديسمبر 1981 في بالارات في أستراليا.

## وصلات خارجية
- بري وايت على موقع إي آس بي آن كريك إنفو (الإنجليزية)
- بري وايت على موقع AustralianFootball.com (الإنجليزية)